# St Michael’s Church (Linlithgow)

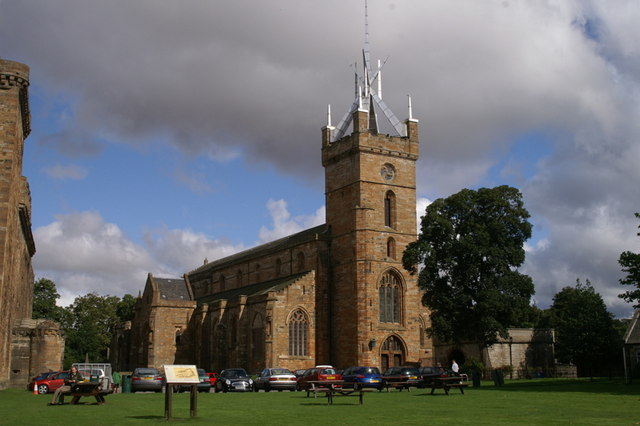
St Michael’s Church

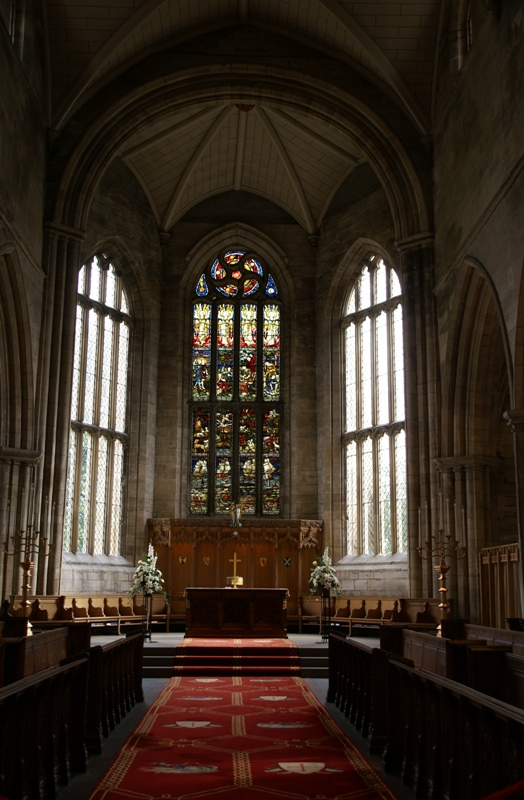
Chorraum

Die St Michael’s Church ist ein Kirchengebäude der presbyterianischen Church of Scotland in der schottischen Stadt Linlithgow in der Council Area West Lothian. 1971 wurde das Bauwerk in die schottischen Denkmallisten in der höchsten Denkmalkategorie A aufgenommen. Die Kirche ist bis heute als solche in Verwendung.

## Geschichte
Die Kirche befindet sich am Standort eines Vorgängerbauwerks aus dem Jahre 1242. Dieses brannte 1424 nieder, sodass man wahrscheinlich im Folgejahr mit dem Bau der heutigen St Michael’s Church begann. Obschon die Kirche bereits früher genutzt wurde, zog sich der Abschluss der Bauarbeiten bis 1532 hin. So wurde die spätere schottische Königin Maria Stuart im Jahre 1542 dort getauft. Neue Galerien für den Adel und das hohe Bürgertum wurden im Jahre 1559 hinzugefügt.
Oliver Cromwell nutzte 1646 die Kirche als Stallung. Im Laufe des 18. Jahrhunderts begann sich die Substanz des Bauwerks zu verschlechtern, weshalb Restaurierungsarbeiten im Jahre 1812 sowie zwischen 1894 und 1896 nötig waren. Letztere Arbeiten wurden durch das Architekturbüro Honeyman and Keppie ausgeführt. Die Krone, mit welcher der Glockenturm abschloss, wurde 1822 abgenommen. Eine neue moderne Krone wurde 1964 installiert. Ein neues Bleiglasfenster von Crear McCartney wurde anlässlich der 750-Jahr-Feier im Jahre 1992 eingeweiht. Eine neue Orgel wurde 2001 installiert.

## Beschreibung
Die spätgotische St Michael’s Church liegt an prominenter Position neben dem Linlithgow Palace im Norden von Linlithgow. Das Mauerwerk der dreischiffigen Kirche besteht aus grob zu Quadern behauenem Bruchstein vom cremefarbenen Sandstein. An der Westseite erhebt sich der fünfstöckige Glockenturm mit dem westexponierten Eingangsportal. Ein Trumeaupfeiler unterstützt das verzierte Tympanon. Darüber ist ein Maßwerk aus drei Lanzettfenstern verbaut. Im dritten Geschoss folgt ein kleines, im vierten, auf Glockenhöhe, dann ein großes Spitzbogenfenster. Darüber sind allseitig Fensterrosen verbaut. Auf dem stumpfen Turm sitzt eine moderne Aluminiumkonstruktion auf, die gleichzeitig Spitze und Krone symbolisieren soll.
An der Ostseite des Glockenturms schließt das vier Achsen weite Mittelschiff an. An der Nordseite ist das Querhaus mit einem runden Treppenturm mit Kegeldach gestaltet. Außerdem befindet sich an dieser Seite die Sakristei. Nach Osten schließ das Bauwerk mit einer polygonalen Apsis. Alle Dächer sind mit grauem Schiefer eingedeckt.